# كين مكبريد
كينيث ستانفورد مكبريد (بالإنجليزية: Ken McBride) (23 آذار 1929-14 أيار 2005) لاعب كرة سلة أمريكي محترف. تم اختيار McBride في مسودة NBA لعام 1952 من قبل فيلادلفيا سفنتي سيكسرز بعد مسيرة مهنية جماعية في ولاية ماريلاند. لعب لميلووكي هوكس في 12 مباراة فقط خلال موسم 1954-55.